# 火神庙 (平遥县)
火神庙又称火德真君庙，位于中国山西省晋中市平遥县平遥古城东北部，火神庙街39号。北大街与关帝庙街交界处往东500米。庙内供奉火神，面积狭小，布局紧凑，有钟楼、鼓楼、正殿、配殿、厢房、戏台等。现开辟为古建筑构建遗产文化博物馆。免门票参观。
1994年12月28日，火神庙公布为平遥县文物保护单位。